# Thanh Minh, Điện Biên Phủ
Thanh Minh là một xã thuộc thành phố Điện Biên Phủ, tỉnh Điện Biên, Việt Nam.

## Địa lý
Xã Thanh Minh nằm ở trung tâm thành phố Điện Biên Phủ, có vị trí địa lý:
- Phía đông giáp xã Pá Khoang
- Phía tây giáp các phường Him Lam, Noong Bua và huyện Điện Biên
- Phía nam giáp phường Nam Thanh
- Phía bắc giáp xã Nà Nhạn và xã Pá Khoang.

Xã Thanh Minh có diện tích 40,54 km², dân số năm 2022 là 3.236 người, mật độ dân số đạt 79 người/km².

## Hành chính
Xã Thanh Minh được chia thành 12 bản.

## Lịch sử
Trước đây, xã Thanh Minh thuộc huyện Điện Biên.
Ngày 18 tháng 4 năm 1992, xã Thanh Minh cùng với thị trấn Điện Biên cũ được tách ra để thành lập thị xã Điện Biên Phủ, thị xã tỉnh lỵ tỉnh Lai Châu cũ.
Năm 1993, một phần diện tích và dân số của xã Thanh Minh được tách ra để thành lập phường Him Lam và xã Noong Bua thuộc thị xã Điện Biên Phủ.
Ngày 26 tháng 9 năm 2003, xã Noong Bua được chuyển thành phường Noong Bua.
Ngày 16 tháng 4 năm 2009, thành lập xã Tà Lèng trên cơ sở 1.536,29 ha diện tích tự nhiên và 2.500 người của phường Noong Bua.
Trước khi sáp nhập, xã Thanh Minh có diện tích 24,89 km², dân số là 2.208 người, mật độ dân số đạt 89 người/km². Xã Tà Lèng có diện tích 15,45 km², dân số là 1.173 người, mật độ dân số đạt 76 người/km².
Ngày 21 tháng 11 năm 2019, Ủy ban thường vụ Quốc hội ban hành Nghị quyết 815/NQ-UBTVQH14 về việc sắp xếp các đơn vị hành chính cấp huyện, cấp xã thuộc tỉnh Điện Biên (nghị quyết có hiệu lực từ ngày 1 tháng 1 năm 2020). Theo đó, sáp nhập toàn bộ diện tích và dân số của xã Tà Lèng vào xã Thanh Minh.